# Nothobranchius annectens
Nothobranchius annectens é uma espécie de peixe da família Aplocheilidae.
É endémica da Tanzânia.
Os seus habitats naturais são: áreas húmidas dominadas por vegetação arbustiva e pântanos.